# Церква Святого Іллі (Чинадійово)
Церква Святого Іллі — храм, що належить до Мукачівської греко-католицької єпархії в Чинадійово, Закарпатська область.

## Історія
Церква побудована стараннями священників Івана Ізидора Мустяновича (почав збирати гроші на нову церкву і зібрав 6 500 чехословацьких корон) та його наступника Юлія Дюрка (1891—1974), який з 1931 року спільно з кураторами Василем Когутом та Іваном Сірутком ходив до жителів села незалежно від віри і зібрав 30 000 корон. Також було продано город за 36 825 корон і земля «Березинка» за 18 000 корон (надалі священику виділили іншу землю). Частину із загальної суми коштів в 500 тисяч корон на церкву зібрати в Моравії, частину коштів виділила Чехословаччина.
Церкву побудували на території частини землі пароха Ю. Дюрко та частини городу дяка Василя Васька оскільки земельна ділянка біля «Народного дому» продавалась власником задорого.
Для того щоб зробити підвищення довелося насипати близько 2 000 кубічних метрів глини та гравію а наріжний камінь посвятив архідиякон о. Юрій Лещишин.
Храм розпочали будувати 15 серпня 1932 р. і через мокру осінь, ранні морози в листопаді та надалі фінансову кризу тільки на свято св. Іллі в 1937 р. єпископ Олександр Стойка посвятив церкву.
З приходом радянської влади церкву передали православним, куди страхом ув'язнення змусили перейти священика Ю. Дюрка. На початку 1990-х церкву повернуто греко-католикам.

## Архітектура
Площа храму складає 577 кв. м. Церква належить до нового покоління великих мурованих храмів кінця ХІХ — початку XX століття та спочатку була побудована в готичному стилі за планом та розрахунками ужгородського інженера Еміліяна Еґрешія, під керівництвом чеха Гануса Рейзінґера, який був інженером-будівельником з Тячева. Надалі подальші ремонти і перебудови змінили його додавши риси модерну, бароко і класицизму.
Церква змурувана з цегли на цоколі 2 м заввишки, поставленому на фундаменті глибиною 1 м. Довжина споруди становить 34,7 м, найбільша ширина 17 м. Наву на три частини ділять два ряди колон, які також тримають дах. Каркас храму утворюють залізобетонні стовпи та пояси. Металеві рами вікон та металеву огорожу виготовив житель села Бубряк на прізвисько Матадій.
Іконостас церкви перенесено з іншої сільської церкви, для збільшення розмірів його доробили місцеві майстри Іван Халявка та Михайло Скиба. Михайло Скиба зробив також двері, лави й виконав іншу столярну роботу.
Дзвони купили за кошти які були зароблені односельцями за кодроном. На одному дзвоні написано ім'я жертвувача — Миколи Бубряка. Інтер'єр розмалював художник О. Селіванов у 1955—1956 р., а в 1994 р. оновив свою роботу.

## Реліквії
У 2002 році мукачівські лісоруби рубали букові дерева, колода одного з яких розкололась і на внутрішній стороні обох половин вони побачили зображення хреста. Одна з половин колоди була передана ними в православну церкву в селі Берестове, а другу — в храм Святого Іллі.

## Парохи
В церкві служать:
- ІВАНЧОВ Володимир (АП);
- МАНЗИЧ Олександр (ПС).[4]

В 2019 році в церкві проводився традиційний різдвяний концерт хору хлопчиків та юнаків Мукачівської хорової школи